# Microspathodon bairdii
Microspathodon bairdii là một loài cá biển thuộc chi Microspathodon trong họ Cá thia. Loài này được mô tả lần đầu tiên vào năm 1862.

## Từ nguyên
Từ định danh được đặt theo tên của Spencer Fullerton Baird (1823–1887), cựu giám đốc Bảo tàng Lịch sử Tự nhiên Quốc gia Hoa Kỳ, nơi lưu trữ mẫu định danh của loài cá này.

## Phạm vi phân bố và môi trường sống
M. bairdii được ghi nhận dọc theo vùng biển Đông Thái Bình Dương, từ vịnh California xuôi về phía nam đến Ecuador, bao gồm quần đảo Revillagigedo, đảo Cocos, đảo Malpelo và quần đảo Galápagos.
M. bairdii sinh sống tập trung gần những rạn đá ngầm, nơi có các dòng hải lưu chảy qua, và được bắt gặp nhiều nhất ở vùng gian triều có nhiều đá tảng, độ sâu đến ít nhất là 15 m.

## Mô tả
Chiều dài cơ thể tối đa được ghi nhận ở M. bairdii là 30 cm. Loài cá này chỉ có một màu nâu sẫm bao phủ khắp cơ thể với một bướu thịt trên trán lớn dần theo độ tuổi. Mống mắt màu xanh lam sáng. Các vây phớt màu vàng nâu. Cá con có màu sắc hơn: xanh lam thẫm với phần bụng màu cam sáng.
Số gai ở vây lưng: 12; Số tia vây ở vây lưng: 15–16; Số gai ở vây hậu môn: 2; Số tia vây ở vây hậu môn: 13–14; Số gai ở vây bụng: 1; Số tia vây ở vây bụng: 5; Số tia vây ở vây ngực: 21–23; Số vảy đường bên: 20–23.

## Sinh thái học
Thức ăn của M. bairdii chủ yếu là tảo, nhưng đôi khi bị mắc câu do ăn mồi sống. M. bairdii thường đặt trứng giữa các khe đá ở những khu vực có dòng chảy mạnh. Cá đực có tập tính bảo vệ và chăm sóc trứng.